# Distillerie Meyer
Pour les articles homonymes, voir Meyer.
La distillerie Meyer, située dans le petit village alsacien de Hohwarth, a été créé en 1958 par Fridolin Meyer. Initialement spécialisée dans la distillation de fruits locaux (poire, framboise, mirabelle,...), elle s'est lancée en 2007 dans la production de whisky, proposant un single malt et un blend.
En 2013, les frères Meyer, Lionel et Arnaud, se lancent dans l'aventure des apéritifs. Ils commencent par créer un pastis artisanal, l'alsaquina (apéritif à base de vin rouge), puis un gin artisanal.
En 2016, naît un whisky de 12 ans d'âge, en hommage à Jean-Claude Meyer. Une série limitée à 53 exemplaires, un whisky Pur Malt d'exception à 53°.

## Histoire
La distillerie Meyer se situe au cœur de la vallée de Villé, dans le hameau de Hohwarth. Comme beaucoup de distillateurs, son fondateur, Fridolin Meyer, s'était spécialisé sur les alcools blancs traditionnels et typiques du Nord-Est de la France : kirsch, alcool de mirabelle, marc de gewurztraminer etc. Des liqueurs ainsi que des alcools plus rares (alisier, sureau, ...) ont rapidement enrichi son offre.
En 1975, son fils Jean-Claude reprend la distillerie. Il s'attache à donner à l'entreprise familiale une dimension internationale en s'appuyant sur la qualité reconnue de ses produits : en 2016, la distillerie F. Meyer est la plus primée de France avec à son palmarès plus de 200 médailles (dont 70 médailles d'or) gagnées au concours général agricole de Paris en 50 ans d'existence.
Après avoir investi dans de nouvelles installations, dont trois alambics, la distillerie annonce qu'elle va fabriquer son propre whisky. Le 7 novembre 2007 sont commercialisées les premières bouteilles d'un whisky décliné en deux versions : un single malt et un blend (nommé blend supérieur), tous deux de 5 ans d'âge.
En 2016, Lionel et Arnaud décident de rendre hommage à leur père Jean Claude, en créant un whisky unique dans son écrin de cristal, en distillant le premier Pur Malt mis en fût en 2004.
La phase de maltage du grain est confiée à un brasseur alsacien qui pratique cette technique pour la bière. Le procédé de distillation est typique des scotch whiskys des Highlands : la distillation est double et faite dans des alambics en cuivre de la distillerie, le vieillissement se fait dans des fûts de chêne ayant contenu des vins doux.
À partir de 2013, une gamme apéritive fait son apparition, la distillerie crée un pastis artisanal, l'alsaquina (se rapproche d'un vin cuit), puis un gin artisanal.

## Production

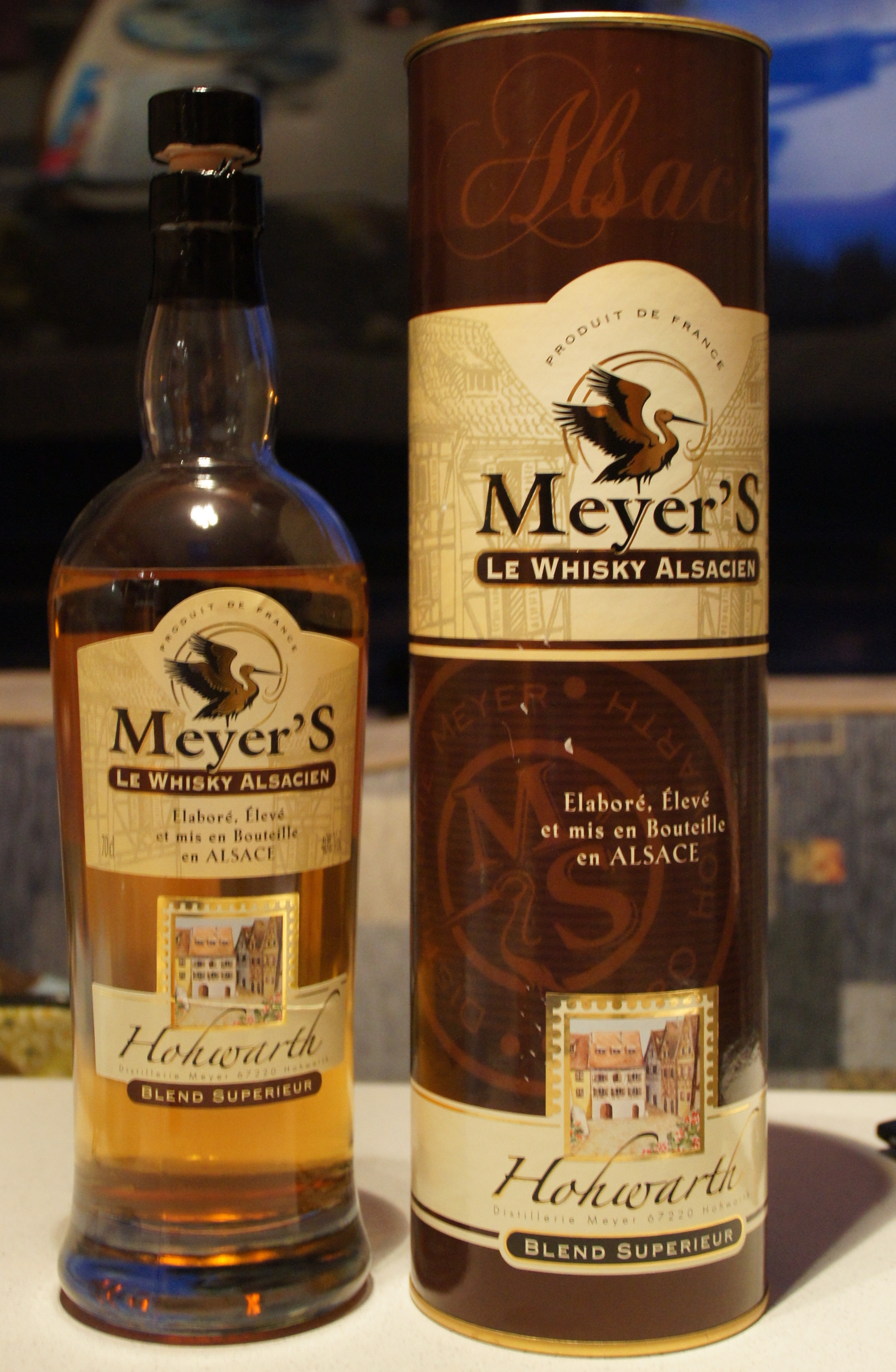
Blend Meyer.

Outre son whisky, la distillerie propose plus de trente variétés d'eaux-de-vie de fruits.  
Environ 35 % de la production d'alcools blancs est exportée, l'Allemagne étant de loin la première destination étrangère.